# HAT-P-13b
HAT-P-13b是一颗环绕恒星HAT-P-13运行的太阳系外行星。该行星位于大熊座，距离地球697光年。天文学家使用中天法发现了该行星，发现结果于2009年7月21日对外公布。
HAT-P-13b的半径是木星的1.28倍，而质量只有木星的0.85，它的轨道周期只有2.91626地球日，意味着其离母恒星的距离很久，表面的温度也相当地高。